# Rogale (rejon kamionecki)
Rogale (ukr. Рогалі) – wieś na Ukrainie w rejonie kamioneckim obwodu lwowskiego.